# Notapictinus aurivillii
Notapictinus aurivillii är en insektsart som först beskrevs av Ernst Evald Bergroth 1887.  Notapictinus aurivillii ingår i släktet Notapictinus och familjen barkskinnbaggar. Inga underarter finns listade i Catalogue of Life.